# Mikael Blomkvist
Mikael Blomkvist  (właśc. Carl Mikael Blomkvist) ur. 18 stycznia 1960 w Borlänge jest fikcyjną postacią stworzoną przez szwedzkiego autora i dziennikarza Stiega Larssona  oraz głównym bohaterem (obok Lisbeth Salander) cyklu książek Millennium. Po raz pierwszy pojawia się w powieści Mężczyźni, którzy nienawidzą kobiet (szw. Män som hatar kvinnor) (z 2005 roku). Występuje w pozostałych dziełach Larssona: Dziewczyna, która igrała z ogniem (2006), Zamek z piasku, który runął (2007) oraz kontynuacji Davida Lagercrantza Co nas nie zabije (2015), Mężczyzna, który gonił swój cień (2017) oraz Ta, która musi umrzeć (2019).

## Profil postaci
Blomkvist jest dziennikarzem śledczym, współudziałowcem miesięcznika opinii Millennium z siedzibą w Sztokholmie w Szwecji. W początkowych rozdziałach pierwszej powieści ma 43 lata. Jego rodzice, Kurt i Anita nie żyją, ma o trzy lata młodszą siostrę Annikę, która jest adwokatem. Ukończył studia dziennikarskie. W wieku 26 lat ożenił się z Monicą Abrahamsson, ma z nią córkę, szesnastoletnią Pernillę. Małżeństwo rozpadło się po 5 latach.
Michael Blomkvist ma powodzenie u kobiet i niezobowiązujące podejście do relacji intymnych. Od czasów studenckich pozostaje w relacji przyjacielsko-seksualnej z Eriką Berger, obecną partnerką biznesową (redaktor naczelną Millennium). Berger jest mężatką,  lecz jej mąż akceptuje otwarty związek.   W pierwszej części trylogii Mikael nawiązuje relację intymną z drugą główną bohaterką - Lisbeth Salander, ich związek po pewnym czasie przekształca się we wrogą obojętność ze strony Lisbeth.  Blomkvist nawiązuje również przelotne związki z trzema innymi postaciami serii: Cecilią Vanger, Harriet Vanger i Monicą Figuerola.

## Inspiracja
Larsson twierdził w wywiadach, że główne postaci powieści (Blomkvist i  Salander) były inspirowane postaciami z powieści Astrid Lindgren.  Blomkvist jest określany złośliwie przez swoich kolegów w mediach jako „Kalle Blomkvist” (nawiązanie do chłopca-detektywa z powieści Lindgren). Lisbeth używa stale tego przezwiska.
Postać Blomkvista jest w pewnym sensie autobiograficzna - przede wszystkim w aspekcie poglądów politycznych oraz podejściu do  misji dziennikarskiej. 

## Postać w książkach

### SeriaMillenniumLarssona

#### Mężczyźni, którzy nienawidzą kobiet
Na początku pierwszej powieści Blomkvist przegrywa sprawę w sądzie o zniesławienie miliardera Hansa-Erika Wennerströma (publikując artykuł nie znajdujący pokrycia w faktach) i zostaje skazany na trzy miesiące więzienia. Rezygnuje ze stanowiska w zarządzie magazynu. Wykorzystując sytuację wiekowy Henrik Vanger, patriarcha zamożnej rodziny przemysłowców, proponuje Mikaelowi pracę mającą na celu rozwiązanie niewyjaśnionego przypadku zaginięcia 36 lat wcześniej siostrzenicy, Harriet Vanger. Blomkvist niechętnie przyjmuje sprawę skuszony obietnicą uzyskania cennych informacji,  które pomogłyby mu w jego sprawie przeciwko Wennerströmowi (byłemu pracownikowi koncernu Vangerów) i wyjeżdża ze Sztokholmu do siedziby Vangerów. 
Blomkvist odkrywa, że niejaka Salander zhakowała jego komputer (przeprowadzając research dla Vangera), doceniając jej umiejętności zatrudnia ją, aby pomogła mu w zleconym przez Vangera śledztwie. Para odkrywa serię morderstw związanych ze zniknięciem Harriet, których historia sięga dziesiątek lat wstecz. W trakcie pobytu Blomkvist odsiaduje wyrok. Podczas śledztwa Salander i Blomkvist zostają kochankami.  Salander ratuje życie Blomkvista z rąk seryjnego mordercy, którego tropili. Para śledczych odkrywa, że Harriet Vanger uciekła i żyje w Australii.  
Informacje Vangera o Wennerströmie okazują się bezużyteczne, Salander zdobywa więc dowody przestępczej działalności drogą hackerską. Millennium publikuje artykuł i książkę, która rujnuje Wennerströma. Salander nagle kończy relację z Mikaelem, będąc świadkiem jego zażyłości z Eriką Berger.

#### Dziewczyna, która igrała z ogniem
Millennium nawiązuje współpracę z parą dziennikarzy śledczych zajmujących się handlem kobietami z Europy Wschodniej. Wkrótce zostają oni brutalnie zamordowani, poszlaki wskazują na Salander, która  staje się główną podejrzaną i zaczyna się ukrywać. Blomkvist nie wierząc w jej winę stara się jej pomóc szukając prawdy. Odkrywa, że morderstwa są elementem skomplikowanego spisku Sekcji (nielegalnej i utajnionej komórki Säpo – szwedzkiej służby bezpieczeństwa). Sekcja chroni byłego sowieckiego szpiega Aleksandra Zalachenkę, który okazuje się być ojcem Salander.  Lisbeth, ustalając ojca jako sprawcę swoich nieszczęść, udaje się na farmę w okolice Göteborga aby go zabić. Złapana w zasadzkę przez ojca i przyrodniego brata zostaje postrzelona w głowę i pogrzebana żywcem. Udaje się jej wydobyć spod ziemi i okaleczyć Zalachenkę zanim straci przytomność. Blomkvist odnajduje ją i wzywa pomoc ratując życie.

#### Zamek z piasku, który runął
W trzeciej części cyklu Salander trafia wraz z ojcem do tego samego szpitala pozostając pod dozorem policji. Członek Sekcji zacierając ślady zabija skutecznie Zalachenkę i usiłuje zabić Lisbeth, potem popełnia samobójstwo. Mikael prosi siostrę Annikę o reprezentowanie Lisbeth (która jest oskarżona o dwa morderstwa i usiłowanie trzeciego - ojca) przed sądem - Salander początkowo odmawia współpracy. Przy pomocy Mikaela Lisbeth jednak potajemnie spisuje w postaci elektronicznej swoje zeznania, mające być dowodem w zdemaskowaniu tajnej Sekcji. Po maksymalnie przeciąganej kuracji trafia do aresztu. Blomkvist przy pomocy przyjaciół Salander - hakerów, byłego pracodawcy, byłego kuratora znajduje dowody spisku (przekazując tę wiedzę policji i premierowi kraju) oraz dowody niewinności Salander. Korzystając z tych informacji, Annika doprowadza do uniewinnienia Salander przed sądem i cofnięcia ubezwłasnowolnienia. Pewnego dnia Blomkvist pojawia się w drzwiach mieszkania Lisbeth i nie zostaje odrzucony.

### Kontynuacja Lagercrantza

#### Co nas nie zabije (2015)
W kontynuacji powieści z 2015 roku, napisanej przez Davida Lagercrantza jako dalszy ciąg oryginalnej serii, Blomkvist ponownie pojawia się jako jeden z głównych bohaterów. Wydawnictwo  Millennium jest obecnie kontrolowane przez spółkę dominującą, Serner Group, której zarząd stara się pozbyć Blomkvista. Szukając tematu, Blomkvist zamierza przeprowadzić wywiad z naukowcem Fransem Balderem na temat kradzieży przez hakerów jego kwantowej technologii komputerowej. Balder zostaje zamordowany. Blomkvist dowiaduje się, że Balder chcąc poznać tożsamość złodziei zatrudnił Salander do spenetrowania jego firmy Solifon. Lisbeth odkrywa, że dane ukradła organizacja przestępcza Spider Society. Salander prosi o pomoc, by ochronić Augusta, autystycznego syna Baldera, przed zabójcami.
Blomkvist poznaje siostrę Salander, Camillę. Ustala, że jest przywódczynią Spider Society. Camilla zabija jednego z reporterów Blomkvista. Mikael, korzystając z informacji dostarczonych przez Salander, pisze artykuł ujawniający związek Camilli z aferą Solifonu.  Artykuł zwiększa przychody Millennium i pozwala wykupić udziały Serner Group, przywracając niezależność finansową wydawnictwa, a Blomkvistowi - pozycję jednego z najbardziej szanowanych szwedzkich dziennikarzy.

#### Mężczyzna, który gonił swój cień (2017)
Kontynuacja drugiej serii, Mężczyzna, który gonił swój cień (2017), napisaną przez Davida Lagercrantza została wydana w 2017 roku.

#### Ta, która musi umrzeć (2019)
Trzecia i ostatnia powieść Lagercrantza z serii, Ta, która musi umrzeć, została opublikowana w 2019 roku.

## Adaptacje

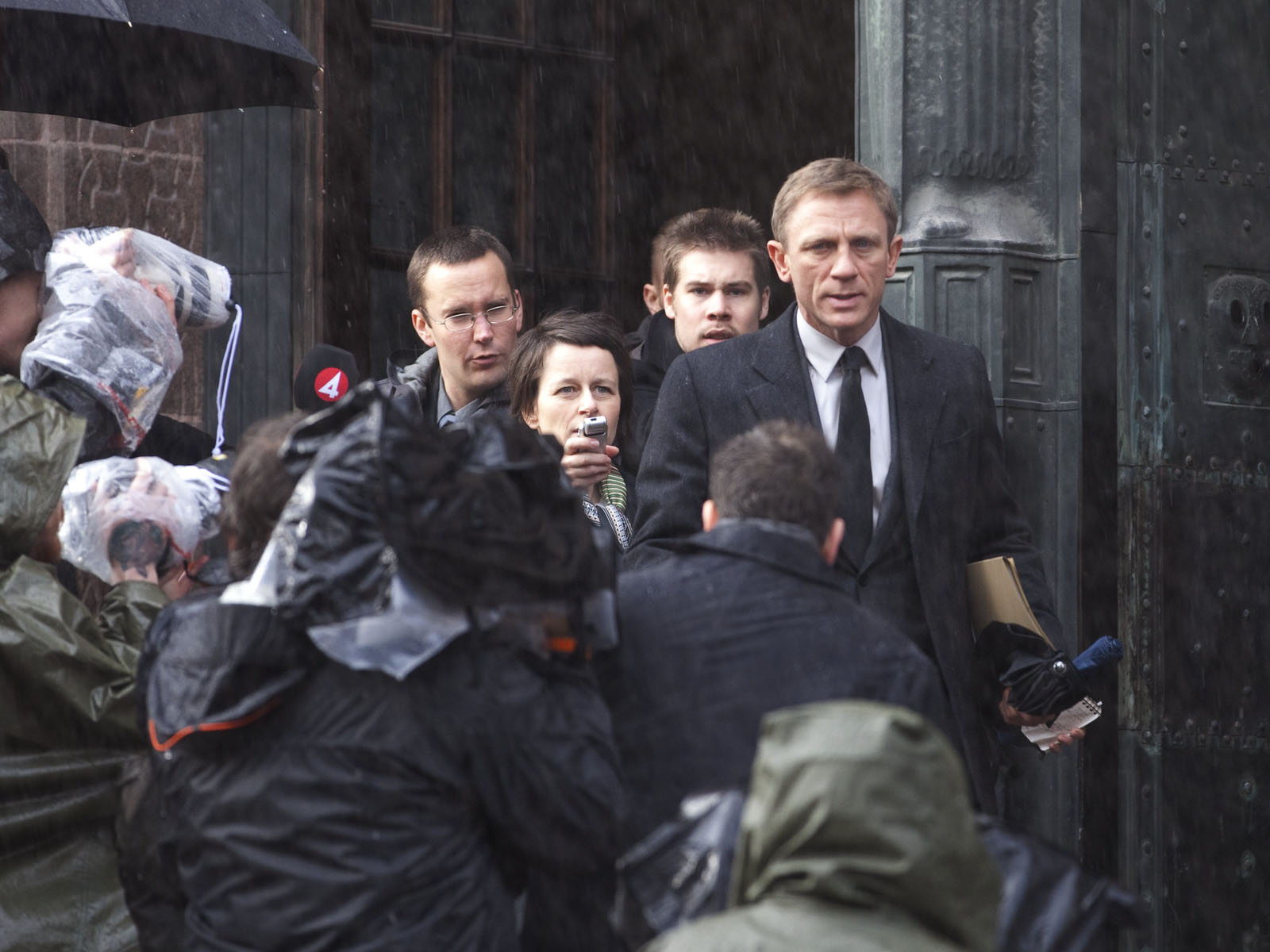
Daniel Craig jako Mikael Blomkvist

### Szwedzka
W 2009 roku szwedzkie studio filmowo-telewizyjne Yellow Bird wyprodukowało trylogię kinową na podstawie trzech pierwszych powieści: 
- Millennium: Mężczyźni, którzy nienawidzą kobiet
- Millennium: Dziewczyna, która igrała z ogniem
- Millennium: Zamek z piasku, który runął

oraz w rozszerzonej wersji w 2010 roku sześcioodcinkowy miniserial telewizyjny. W filmach rolę Blomkvista odtwarzał Michael Nyqvist.

### Amerykańska
W amerykańskiej adaptacji pierwszej powieści z 2011 roku rolę Blomkvista zagrał Daniel Craig. Pozostałe części pierwszej trylogii nie zostały sfilmowane. 

### Kontynuacja trylogii
W adaptacji filmowej pierwszej części kontynuacji z 2018 roku Dziewczyna w sieci pająka w roli Blomkvista wystąpił Sverrir Gudnason.